# Лох (гидрография)
Лох (ирл. и гэльск. Loch, также ирл. Lough) — пресное озеро или морской залив в Ирландии и Шотландии.
Термин имеет кельтское происхождение, применяется преимущественно к длинным вытянутым озёрам и заливам-фьордам. Когнатами этого слова являются мэнское logh, древнеирландское loch, валлийское llwch, обозначающее «водоём», а также латинское lacus («озеро»).
Геологически они имеют ледниковое происхождение, при сравнительно небольшой площади зеркала глубины могут достигать значительных величин. Так, Лох-Морар при длине 19 км имеет площадь 26,7 км². При этом его глубина достигает 309 м. Знаменитое озеро Лох-Несс при длине 37 км имеет ширину лишь около 1,5 км, но глубина достигает 227 м.
В настоящее время название может относиться и к искусственным водохранилищам, также встречается и за пределами Британских островов (Лох-Рэйвен в Балтиморе, Лох-Гарри в Онтарио, Брентон-Лох на Фарерских островах и других).

## Галерея

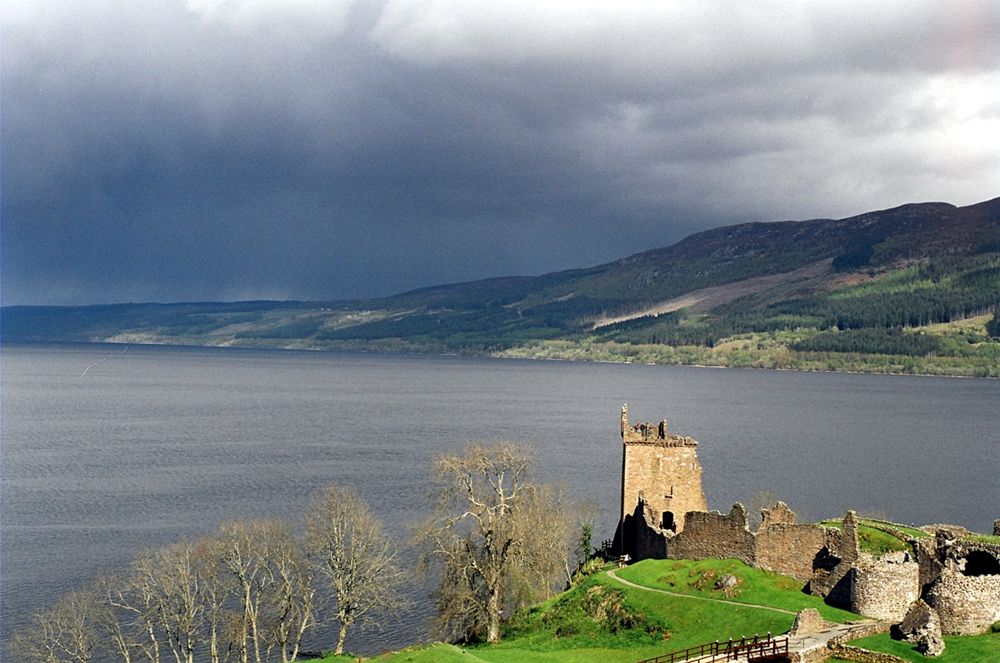
Лох-Несс
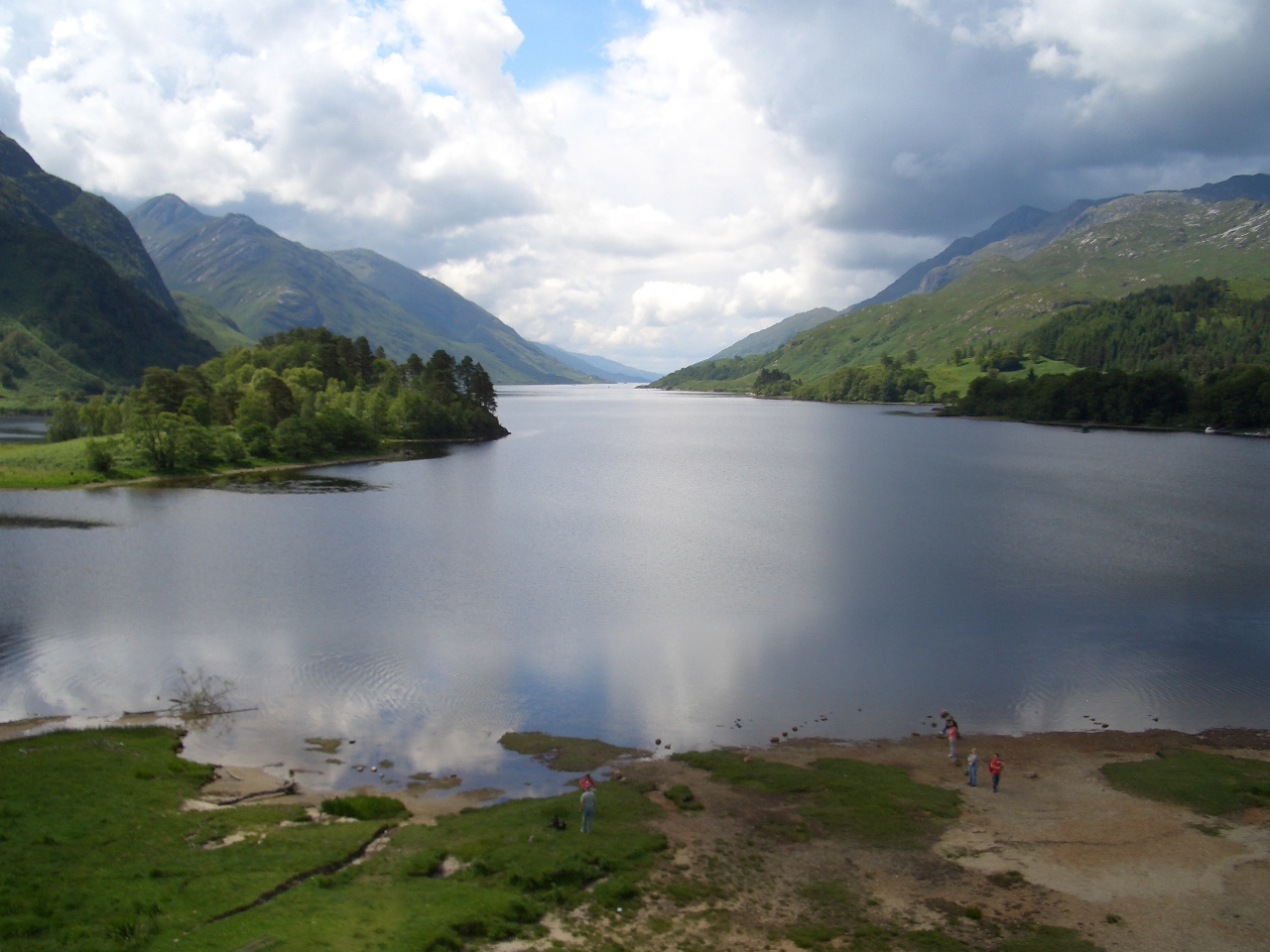
Лох-Шил в Шотландии
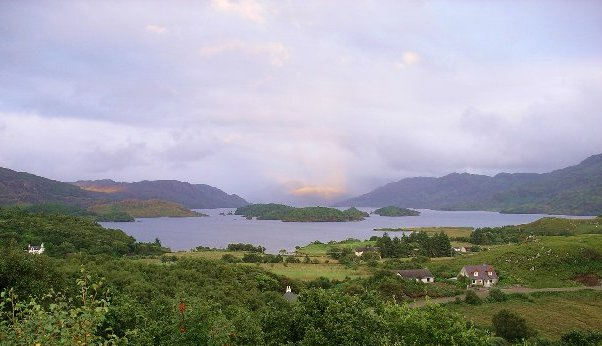
Лох-Морар
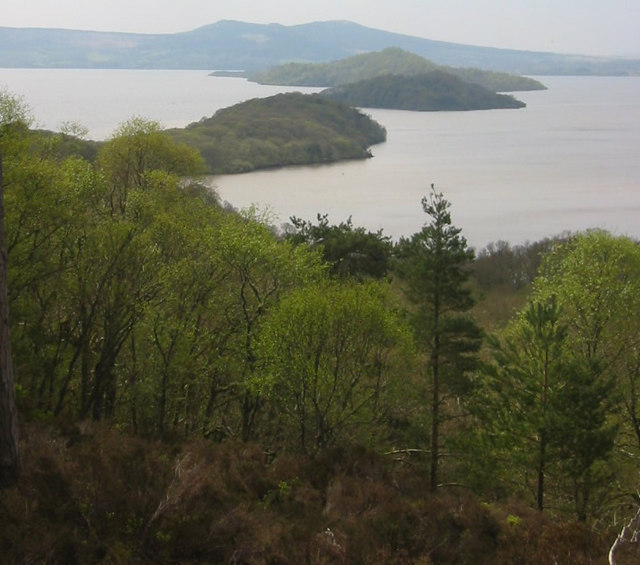
Острова Лох-Ломонда
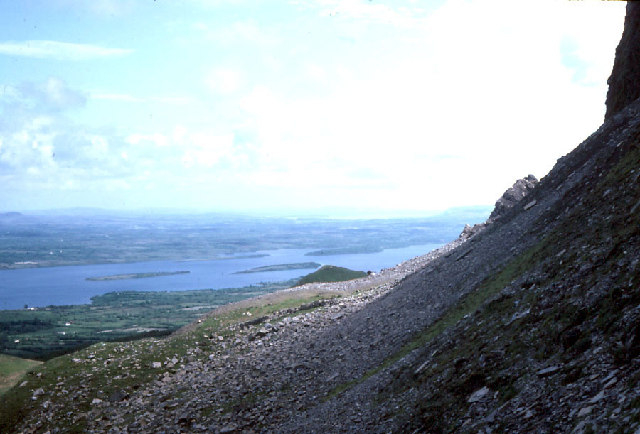
Лох-Мелвин в Северной Ирландии